# Orelle (chef-lieu)
Pour les articles homonymes, voir Orelle (homonymie).
Ne doit pas être confondu avec Orelle.
Orelle est un hameau et le chef-lieu de la commune française d'Orelle située dans le département de la Savoie en région Auvergne-Rhône-Alpes.
Le village se démarque des autres lotissements d'Orelle car il est le bourg historique et le plus ancien de cette commune ainsi que le cœur de la paroisse Saint-Maurice d'Orelle.

## Toponymie
La toponymie d'« Orelle » est l'identique de celle de la commune d'Orelle, puisque les influences urbaine et administrative de ce hameau se sont étendues sur tout l'espace de l'actuel territoire municipal,,.
Toutefois, en des termes géographiques, l'église Saint-Maurice d'Orelle possède une statue d'Aurélien de Lyon, lequel a parfois donné la déformation locale de « saint Aurelle »,,,.

## Géographie et urbanisme

### Géographie et situation
Le village du chef-lieu d'Orelle possède une altitude relativement égale sur sa superficie à 1 000 m d'altitude d'altitude environ (45° 12′ 37″ N, 6° 32′ 01″ E),.

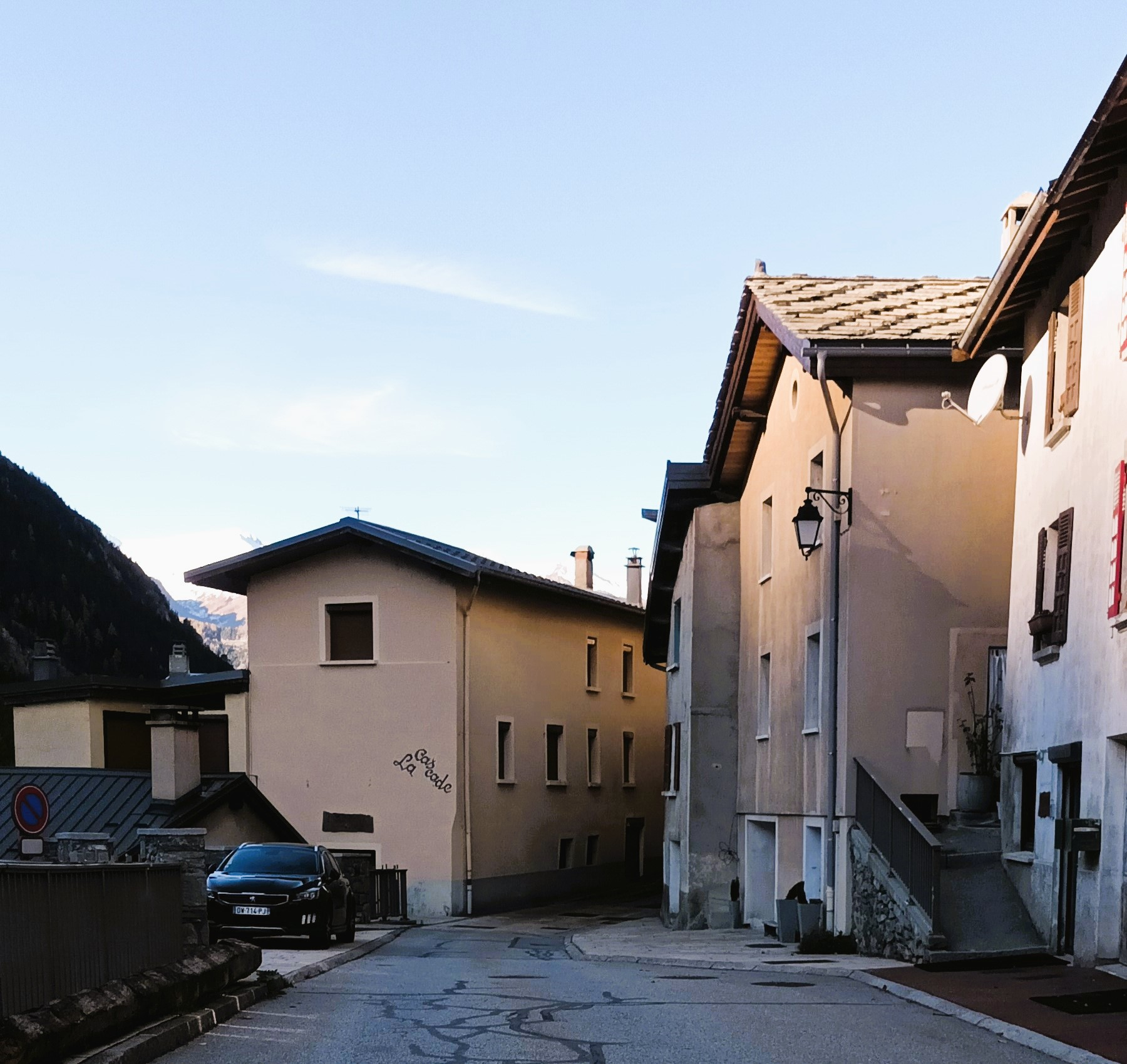
Vue de l'entrée est du village à l'extrémité de la route de la Fusine et du chemin des Albert.
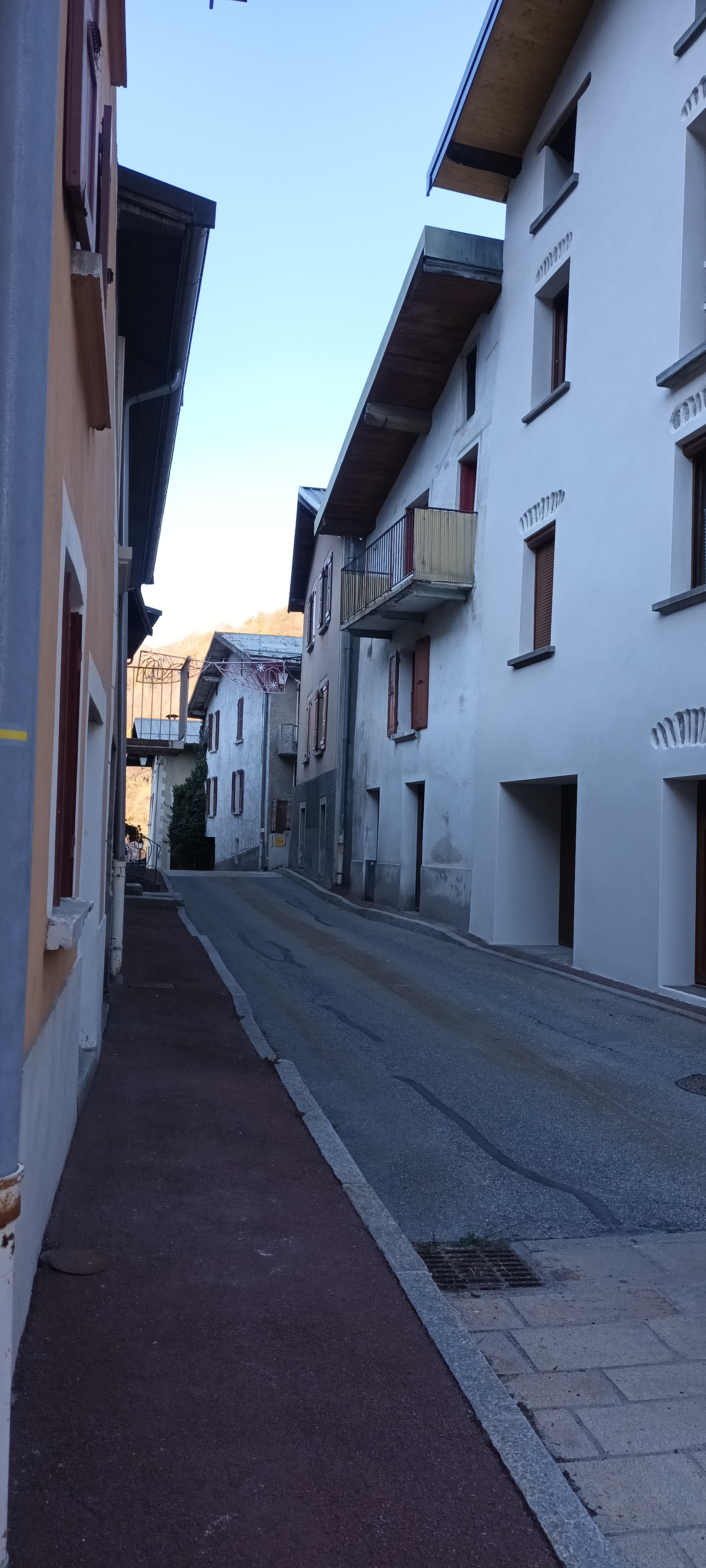
Rue principale du village : route d'Orelle.
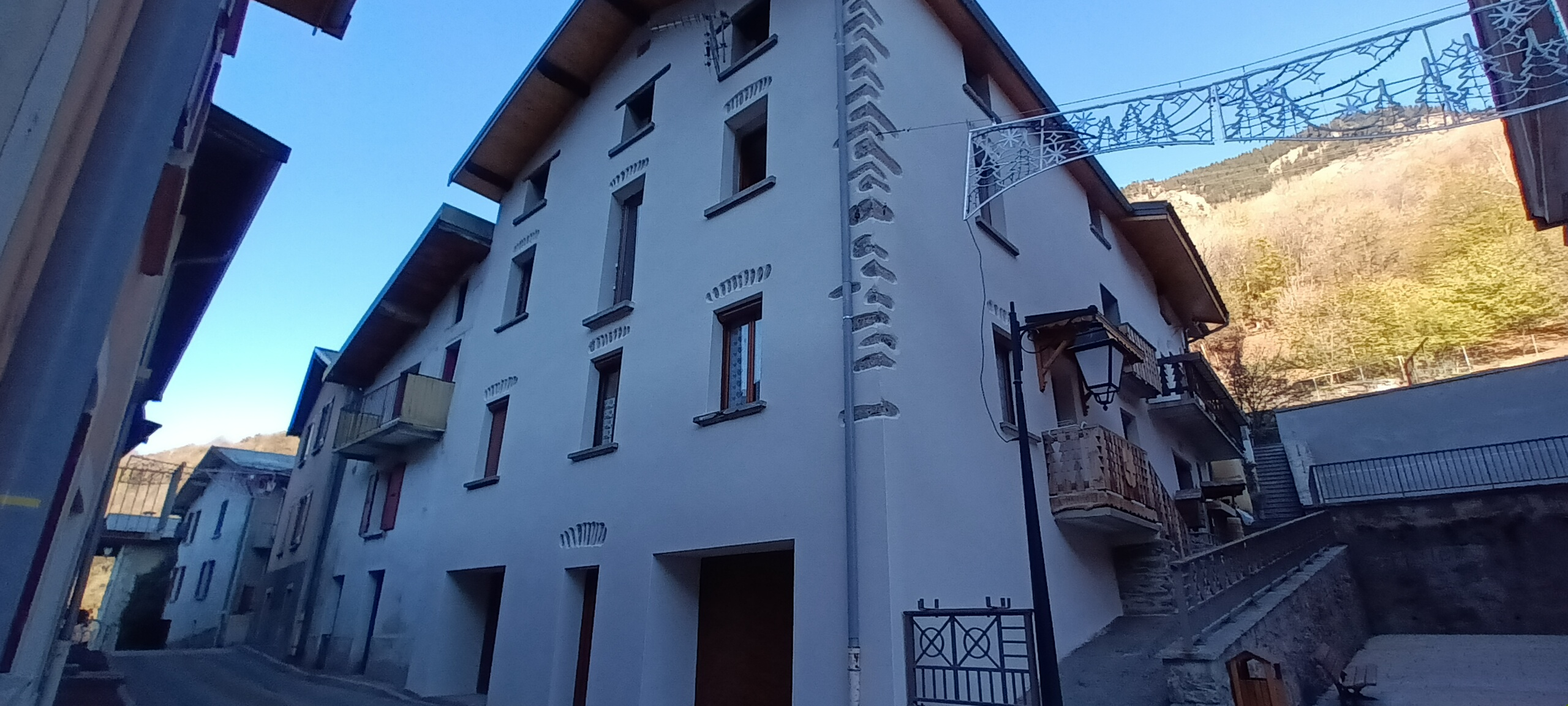
Bâtiments de la place des Nobles d'Albert d'Orelle.

### Urbanisme et caractéristiques
Le hameau est le plus ancien village d'Orelle, possédant de nombreuses constructions traditionnelles (toujours habitées pour la plupart d'entre-elles) ainsi qu'un patrimoine culturel.
Il est constitué d'une cinquantaine de logements (maisons individuelles et petits immeubles) et dessert des zones culturelles comme le court de tennis municipal, la salle des fêtes d'Orelle, le stade d'Orelle, le camping municipal, de nombreux parcs de jeux ou encore des terrains de pétanque,.
Le chef-lieu d'Orelle est le centre administratif de la commune d'Orelle puisqu'il abrite la mairie de la commune. Il y a la route d'Orelle, la route d'Orellette, le chemin des Albert, la place des Nobles d'Albert d'Orelle, la place Étienne-Albanel, la place de la Mairie, le sentier de Prémont et le chemin Saint-Bernard.

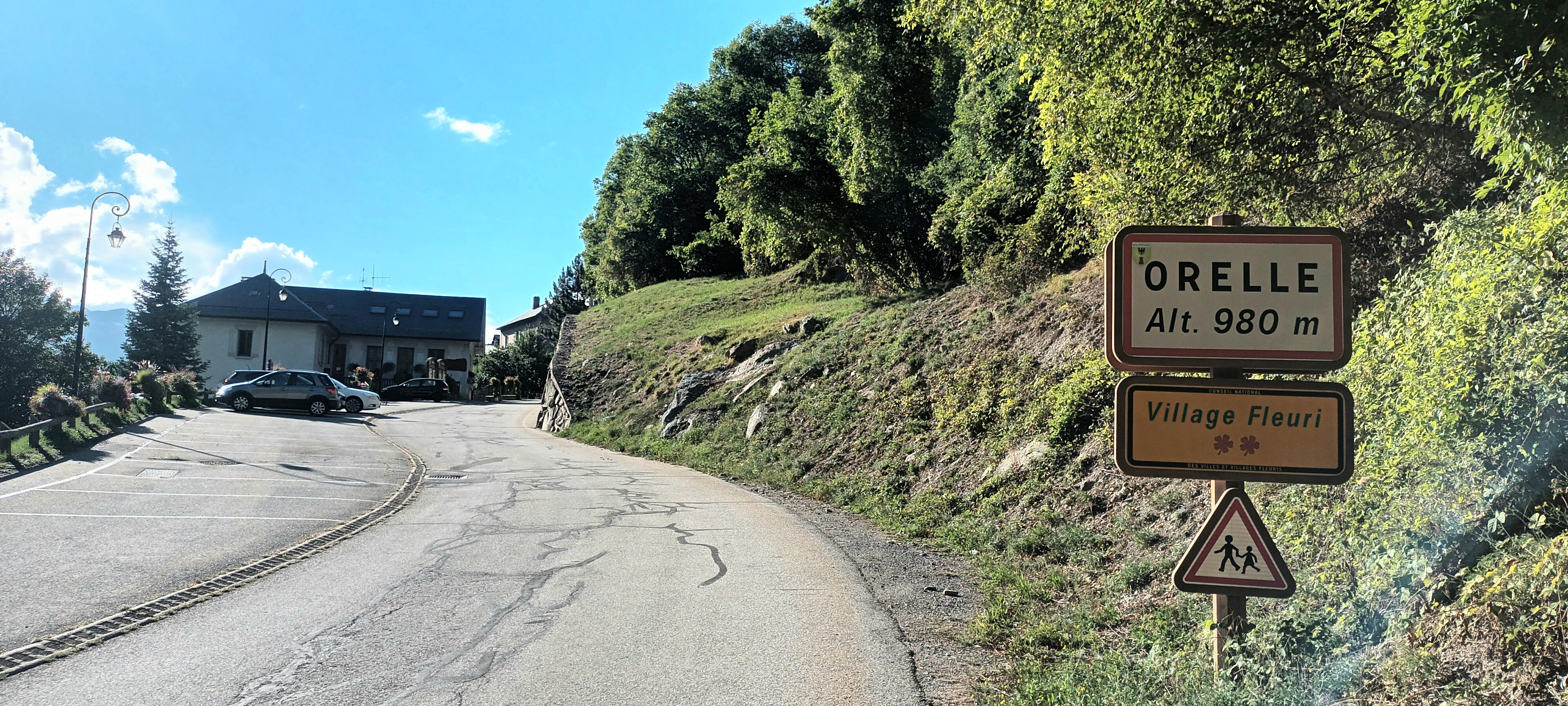
Entrée est du village.
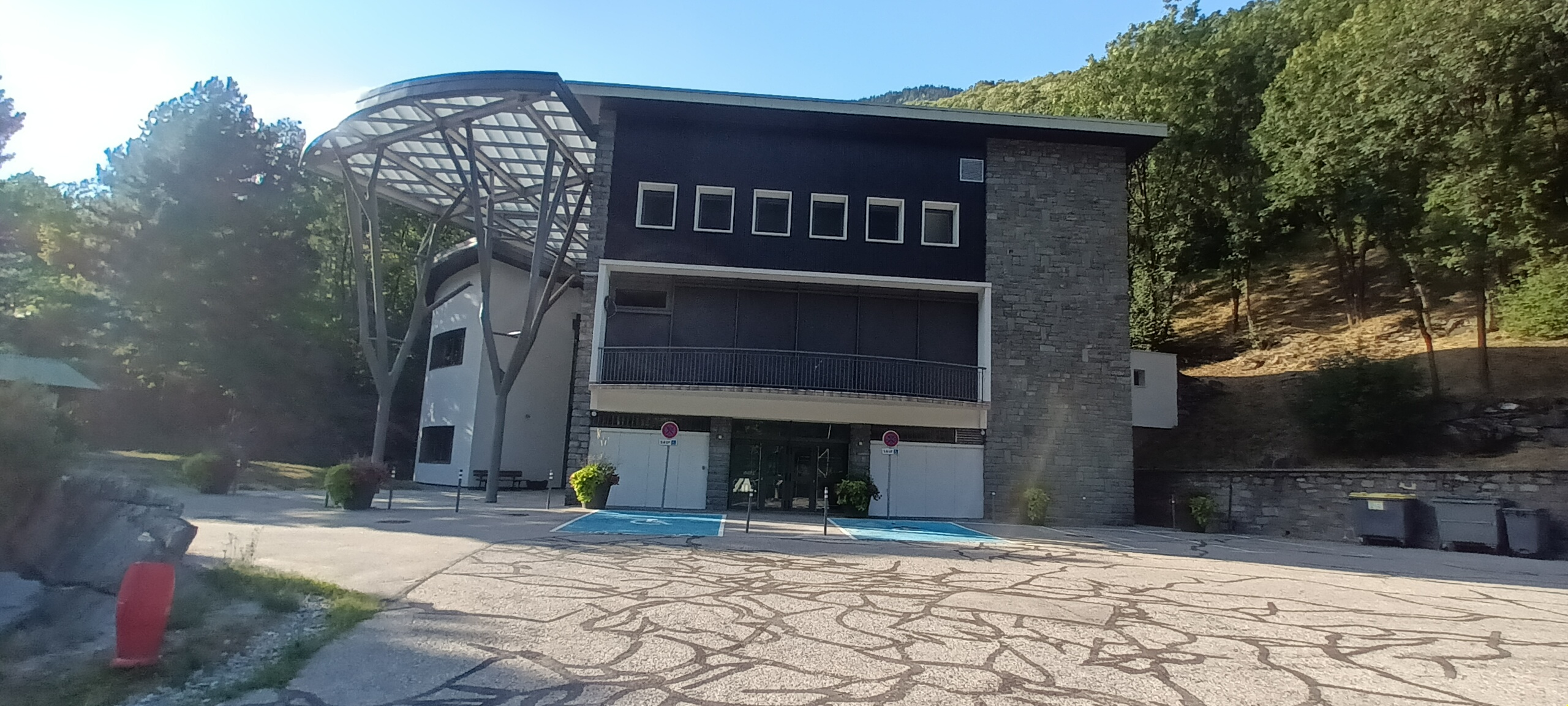
Centre culturel d'Orelle, route de Francoz.
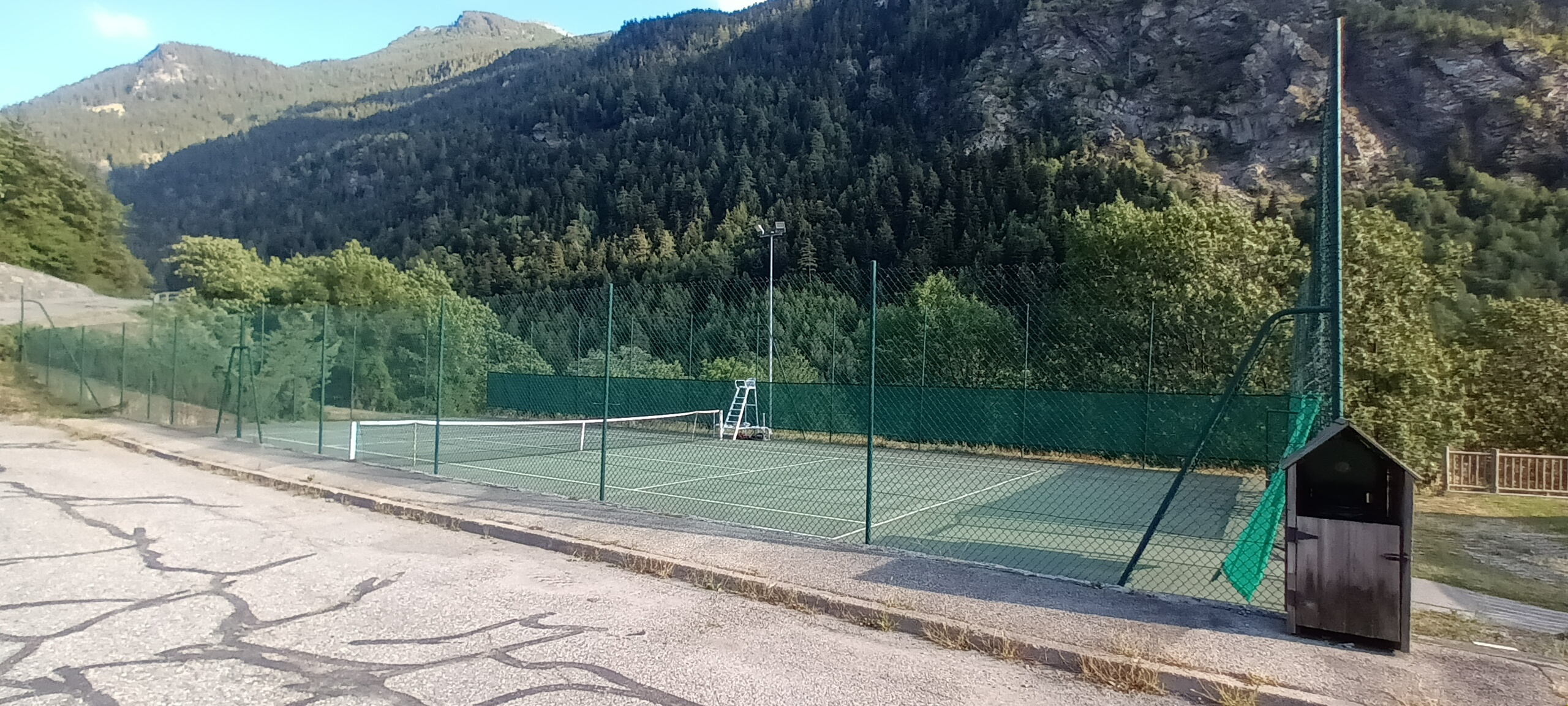
Court de tennis municipal.
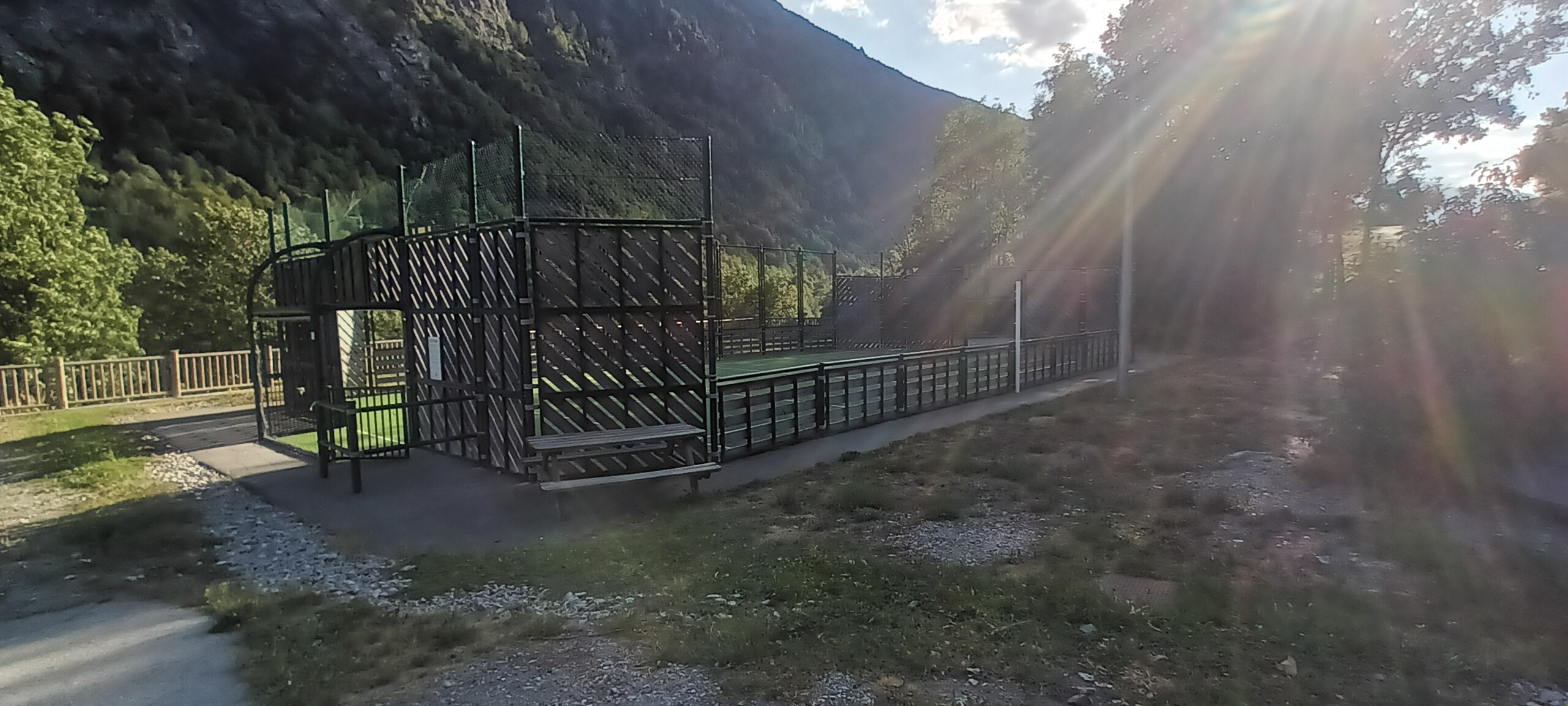
Terrain multisports de la commune.
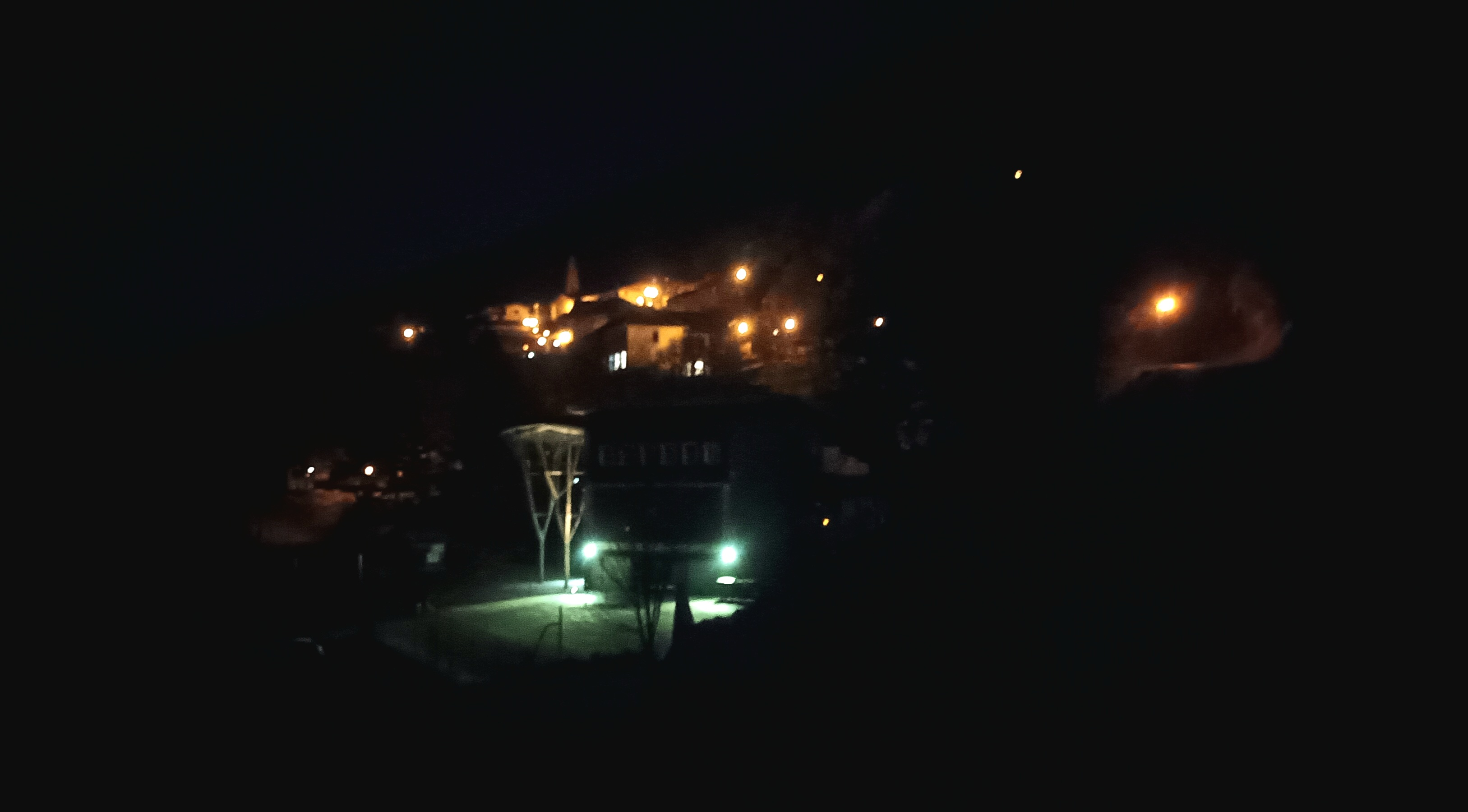
Le chef-lieu d'Orelle vu en pleine nuit en décembre 2022.
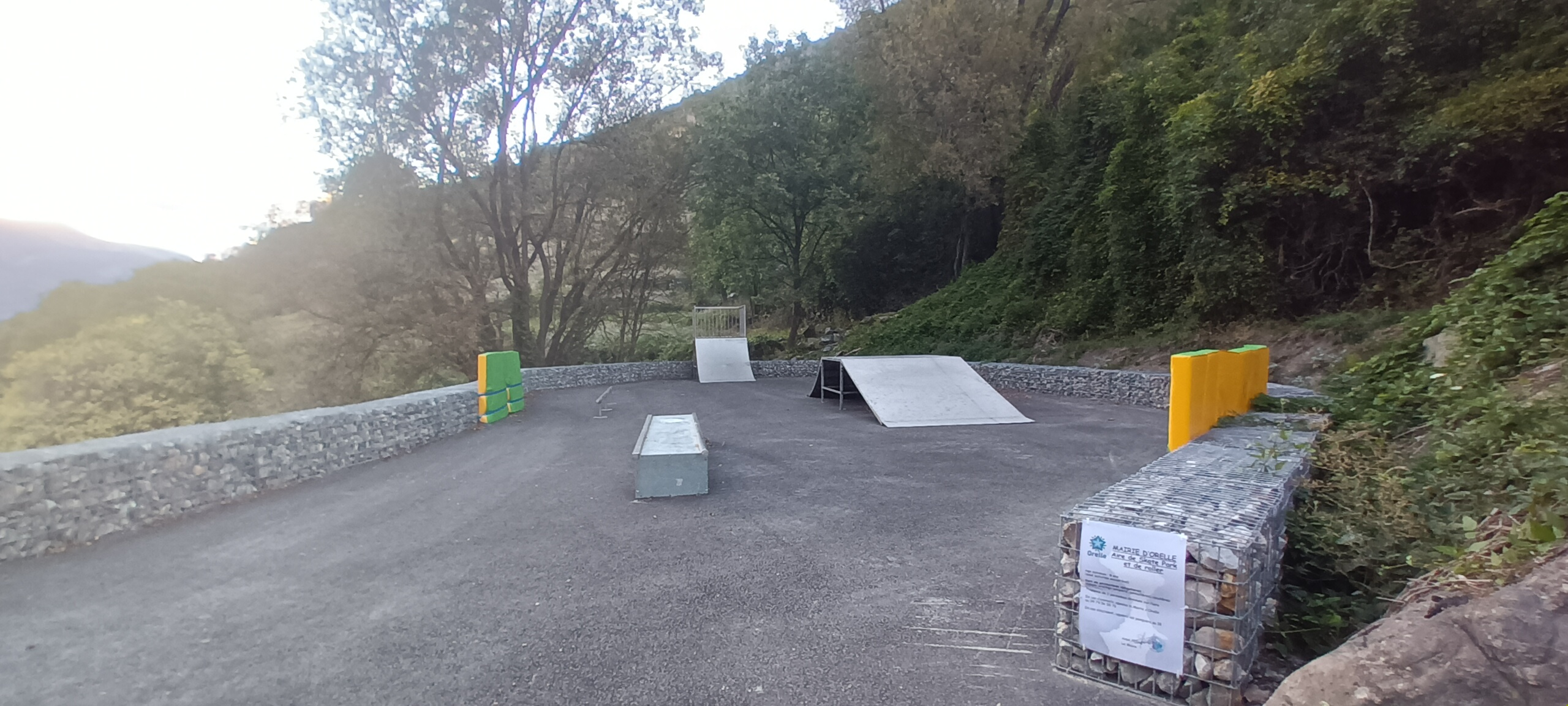
Skate-parc d'Orelle aux Gorges de Prémont.

## Histoire

### La paroisse catholique Saint-Maurice d'Orelle
Lorsque l'église Saint-Aurelle d'Orelle est détruite par une avalanche de pierres en l'an 1412, l'église Saint-Maurice d'Orelle est construite au chef-lieu avec la naissance de la nouvelle paroisse Saint-Maurice d'Orelle,.

### Les nobles d'Albert d'Orelle
Le village a sa place principale, devant l'église : la place des nobles d'Albert d'Orelle. En effet, la famille noble d'Albert, ou Dalbert, est originaire de la paroisse Saint-Maurice d'Orelle et elle est anoblie en 1635,. Son blason est présent au-dessus d'une porte d'une maison au centre du hameau du chef-lieu d'Orelle,.

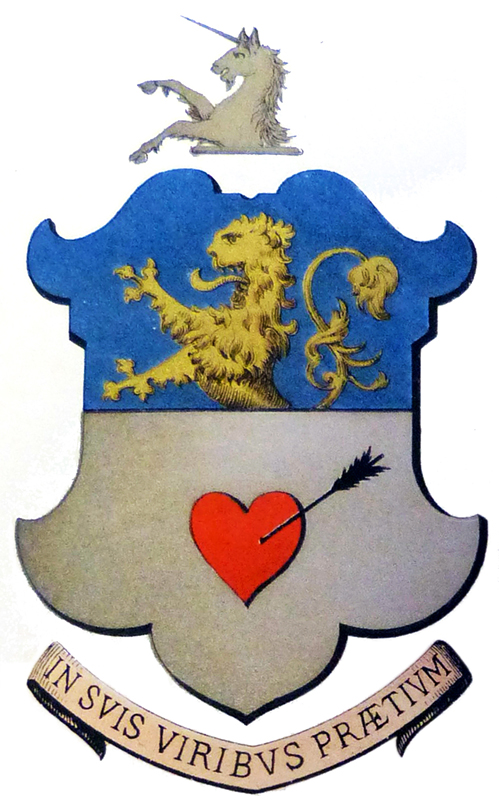
Blason et devise de la famille d'Albert.

Maître Pierre Albert est notaire au service du duc de Savoie. En 1625 et 1630, il remplit la charge de châtelain à Saint-Michel-de-Maurienne, ce qui équivaux alors au métier de receveur et procureur municipal. Il est également fermier des revenus ducaux dans la mestralie de Saint-Michel-de-Maurienne, ce qui avoisine le rang de la noblesse.
Pierre Albert laisse une fortune conséquente à son fils, Jean-Balthazard : celui-ci fait un second pas vers la noblesse car il épouse la demoiselle Philiberte, fille du noble Antoine de Mareschal de Luciane, seigneur du château de Saint-Martin-de-la-Porte. Le contrat de mariage est signé le 2 septembre 1634 tandis que les patentes de noblesse furent accordées par le duc Victor-Amédée Ier le 16 août 1635. Dès lors, la famille d'Albert, avec la particule « d' » précédant désormais le nom d'« Albert », constitua ses armes qui furent : coupé, d'azur au lion d'or issant et d'argent au cœur de gueules frappé d'une flèche de sable pour le blason familial, pour devise : In suis viribus pretium, qui est une allusion explicite au travail et à l'habileté du père et du fils d'Albert, dont cette élévation était la récompense, et pour cimier : une licorne issant d'argent,,.
Jean-Balthazard d'Albert et Philiberte d'Albert ont huit fils, dont Antoine qui épousa Claudine, fille de Joseph Arestan, baron du Château de Montfort à Saint-Sulpice, seigneur de Chamoux-sur-Gelon, Betton-Bettonet, Montendry et Montgilbert.
Joseph, fils d'Antoine d'Albert, seigneur de Vimines, naît en 1722. Joseph d'Albert a épousé Cécile, fille de l'avocat Didier de Saint-Michel en 1748 : il avait 26 ans, elle, 22 ans. En 1783, les deux époux vendent tous les biens qu'ils ont encore en Maurienne, mais Joseph d'Albert obtient des droits à Chamoux en revendiquant un droit absolu sur le Bois-Seigneur. Ils élèvent une fille : Marie-Marguerite, née en 1749, et deux fils : Simon-Antoine, baron de Chamoux, né en 1754, et Jean-François, baron de Montendry, né en 1758. On trouve la trace d'autres naissances comme : Joseph en 1751, Josepha en 1752, Claudia début 1755, Josepha-Claudia fin 1755. Cécile d'Albert meurt à Chamoux-sur-Gelon en 1789, à 61 ans ; elle est inhumée dans l'église de la commune,,.
Le 2 septembre 1791, une patente confère le titre de baron au seigneur de Chamoux-sur-Gelon.

### Les confréries de la paroisse Saint-Maurice d'Orelle
La paroisse Saint-Maurice d'Orelle possède comme centre villageois le chef-lieu d'Orelle et est composée de dix confréries ou associations pieuses, en 1878. Leurs membres, nombreux, renouvellent régulièrement les employés et dignitaires de celles-ci.

Blason de la Confrérie de l'Arche du Saint-Esprit.

- La Confrérie du Saint-Esprit, à laquelle sont destinés de nombreux legs, à travers des pièces artistiques ou bâtiments de la commune, est née de la liberté communale : cette association, à unique but fraternel, incarne alors les idéaux d’Orelle, sous une expression vivante et par un secours mutuel. La Confrérie du Saint-Esprit est administrée par un, voire deux, prieurs, lesquels sont élus par la population et doivent faire cultiver les biens-fonds de l’organisation. Ils doivent aussi rentrer les créances, présider la distribution desdites aumônes et, enfin, fournir ce qui est nécessaire pour nourrir les confrères le jour de la Pentecôte. Jusqu’à l’an 1789, il y a une Confrérie du Saint-Esprit dans de nombreux hameaux orellins, comme au chef-lieu d’Orelle, à Bonvillard, à la Fusine, au Noiray, à Orellette et au Poucet. Lors de l’écriture des inventaires communaux entre les années 1793 et 1794, on retrouve le nom des Prieurs dans chaque hameau : « Fontaine » et « Francoz » au chef-lieu d’Orelle, « Blaix » et « Charvoz » à Bonvillard, « d’Albert » à la Fusine, « Dufour » au Noiray, « Bard » au Poucet, « Deymonnaz » à Orellette. Ceux-ci devinrent « Procureurs de biens du village » en 1810[15],[16].La sainte Vierge du Rosaire.

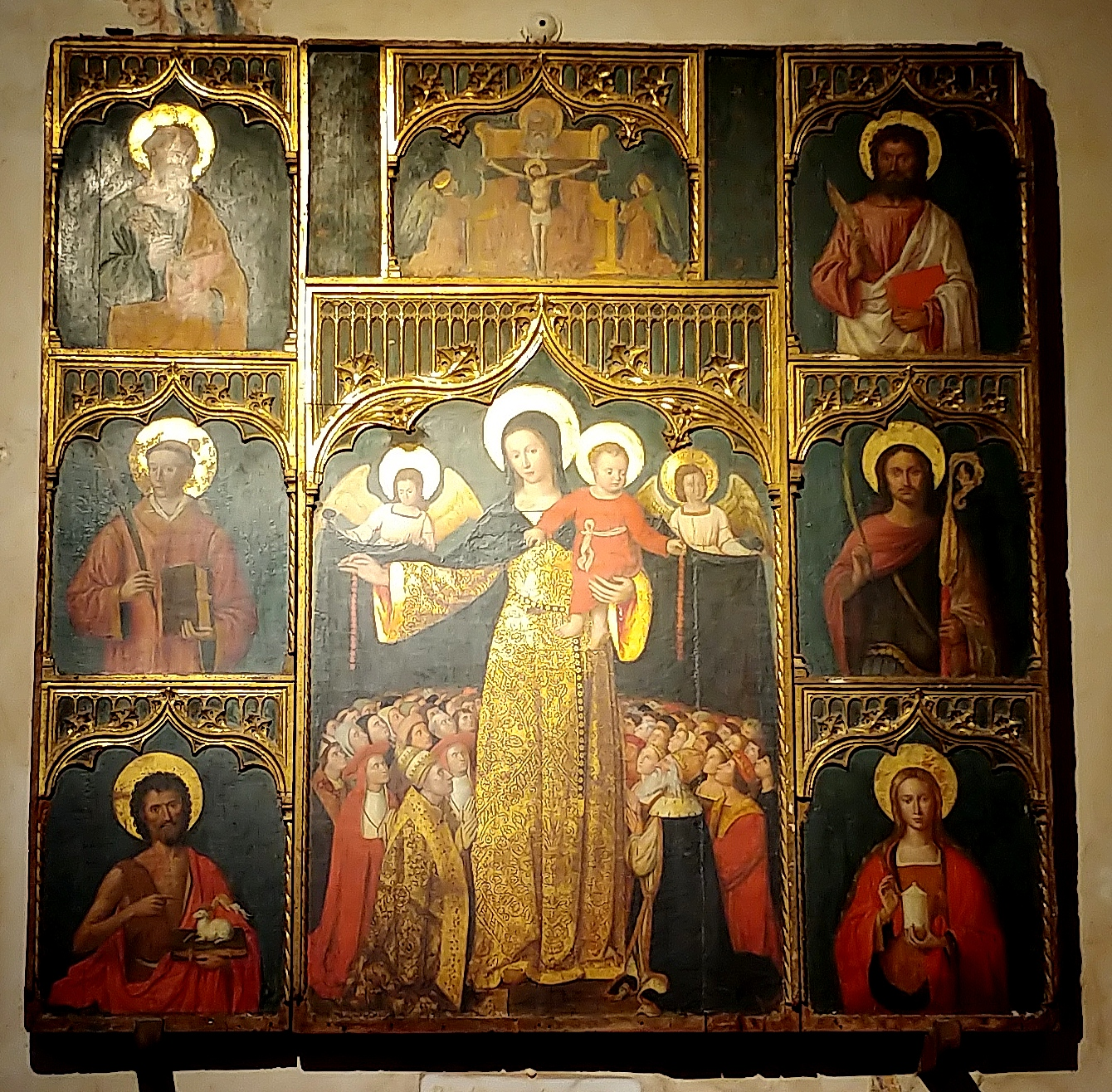
La sainte Vierge du Rosaire.

- La Confrérie du Saint-Sacrement, « érigée de temps immémorial », assure un service ecclésiastique dans la commune. Les confrères y sont habillés en « Pénitents Blancs » et accompagnent le Saint-Sacrement durant les processions : en effet, la tribune des églises leur est réservée. C’est d’ailleurs ici qu’ils récitent l’office et où se trouvent leurs insignes, comme des croix, des falots et des bâtons. Elle est composée de 25 hommes et de 64 femmes ; les fonds sont gérés par la fabrique de la paroisse[16].

- La Confrérie du Saint-Rosaire possède un but favorisant la dévotion à la sainte Vierge par la récitation du Rosaire. Elle est érigée le 3 octobre 1831 par un décret de l'évêque de Maurienne Billiet et 80 membres la peuplent. Ladite fabrique permet également d'administrer les revenus financiers apportés. Il faut savoir que cette confréries est principalement dédiée au femmes et aux jeunes filles de la paroisse. La fusion entre les confréries des Carmes et du Rosaire s’effectua assez tôt à Orelle : d’ailleurs, dans chacune des deux églises de la commune (les églises Saint-Maurice d'Orelle et Sainte-Marguerite d'Orelle), on trouve un autel du Rosaire et un autel des Carmes[17].
- La Confrérie du Sacré-Cœur de Jésus possède 75 agrégé et est érigée en 1832.
- La Confrérie du Sacré-Cœur de Marie fut créée le 8 avril 1831 et est constituée de 87 dévots.
- La Confrérie de Notre-Dame-des-Carmes compte 220 agrégés et date de 1832[16].
- La Confrérie de la Bonne Mort est érigée le 15 août 1853 et rassemble 266 agrégés.
- La Confrérie du Rosaire vivant possède 150 associés et est créée le 10 octobre 1872.
- La Confrérie de la Propagation de la Foi.
- La Confrérie du Denier de Saint-Pierre[17].

## Patrimoine
Patrimonialement, le chef-lieu d'Orelle abrite notamment de nombreux monuments et créations historiques.

### Église Saint-Maurice d'Orelle et chapelles avoisinantes
- L'église paroissiale baroque Saint-Maurice d'Orelle est située au centre du village.

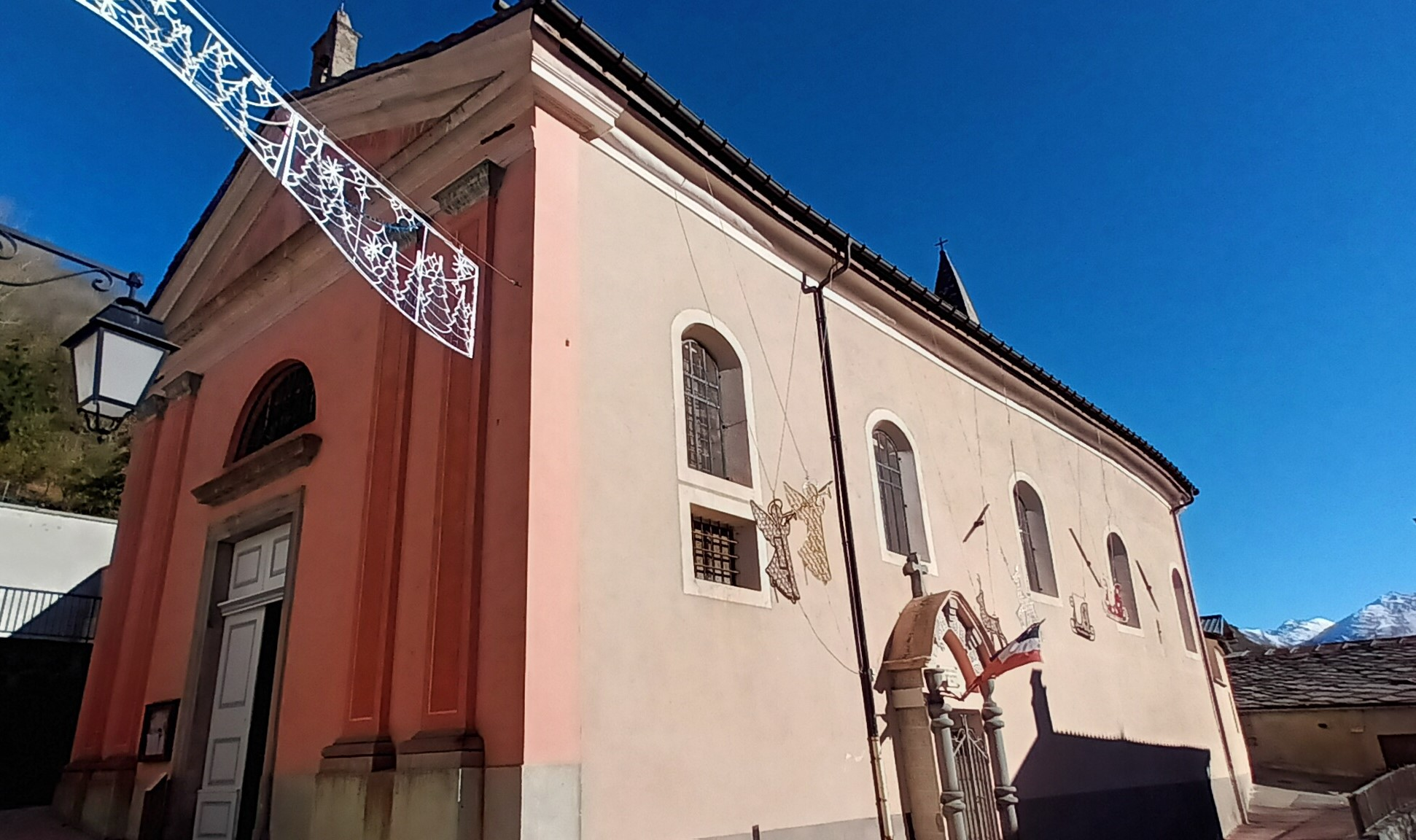
La chapelle Saint-Roch d'Orelle est située à l'ouest du lotissement du chef-lieu d'Orelle (45° 12′ 37″ N, 6° 31′ 47″ E). Dégradée par le temps, elle fait l'objet d'un projet de restauration par l'association Orelle Patrimoine.
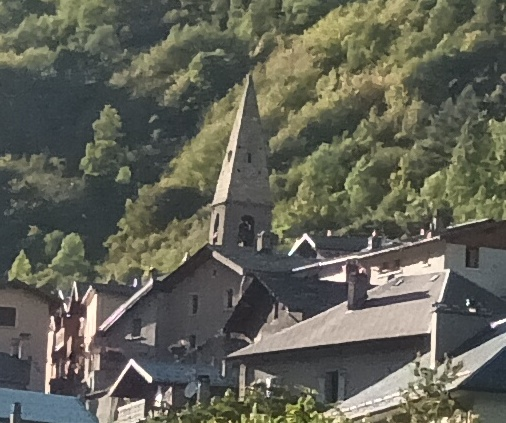
La chapelle Saint-Jean-Baptiste est édifiée à l'entrée est du village. Elle est remplacée par l'oratoire homonyme lors de travaux de voirie.  - Église Saint-Maurice d'Orelle.
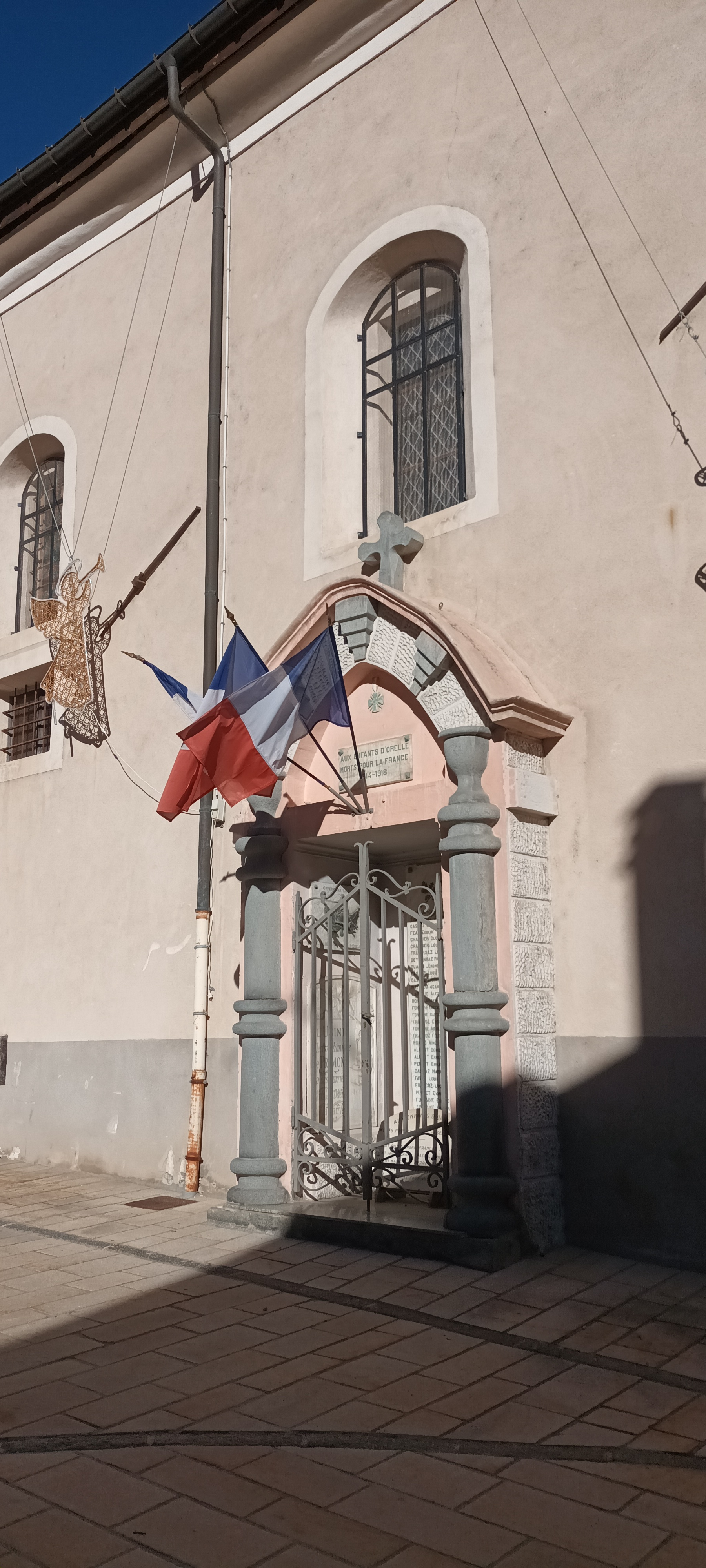
Stèle de ll'église.
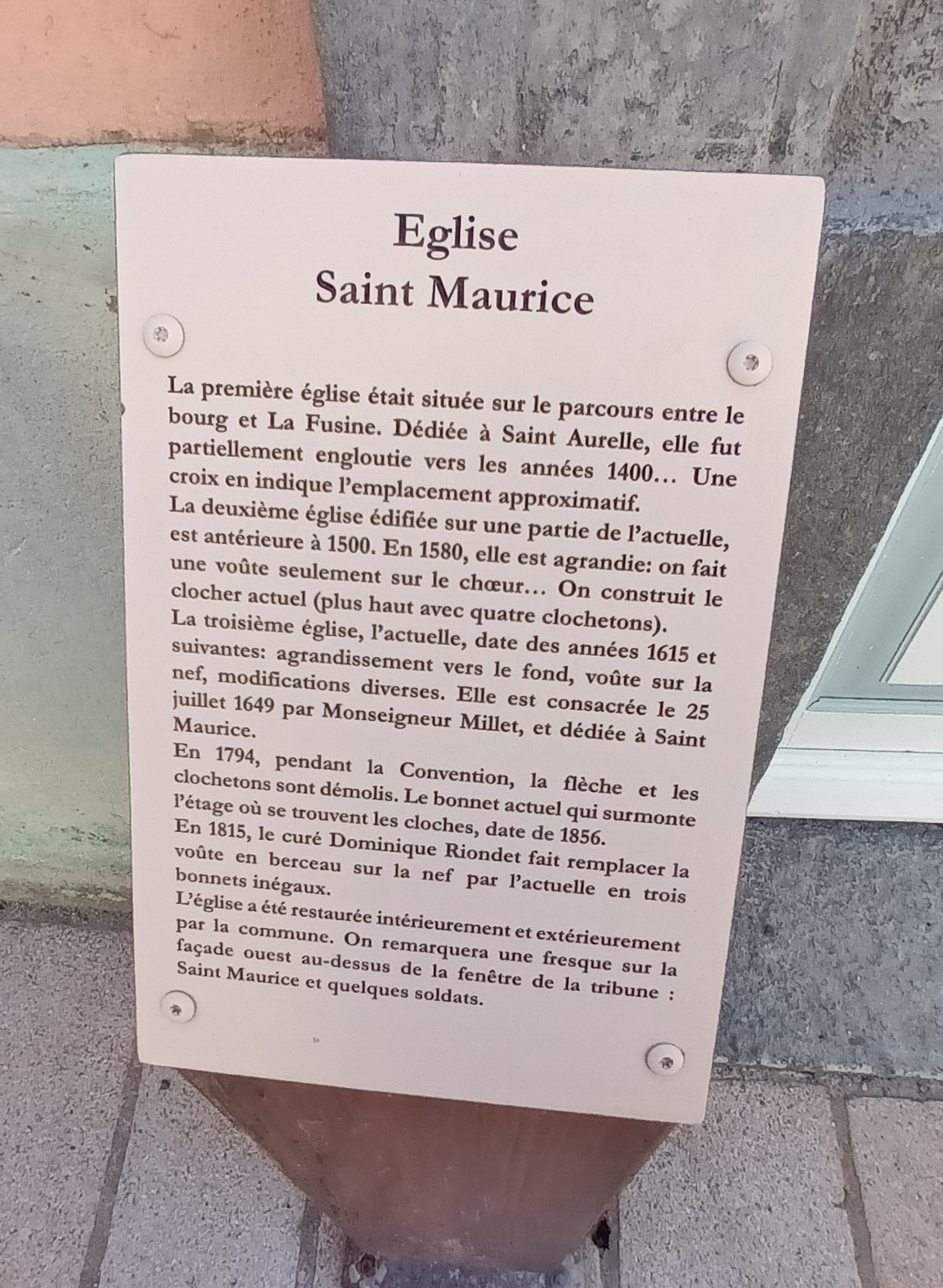
Plaque historique communale de l'édifice.
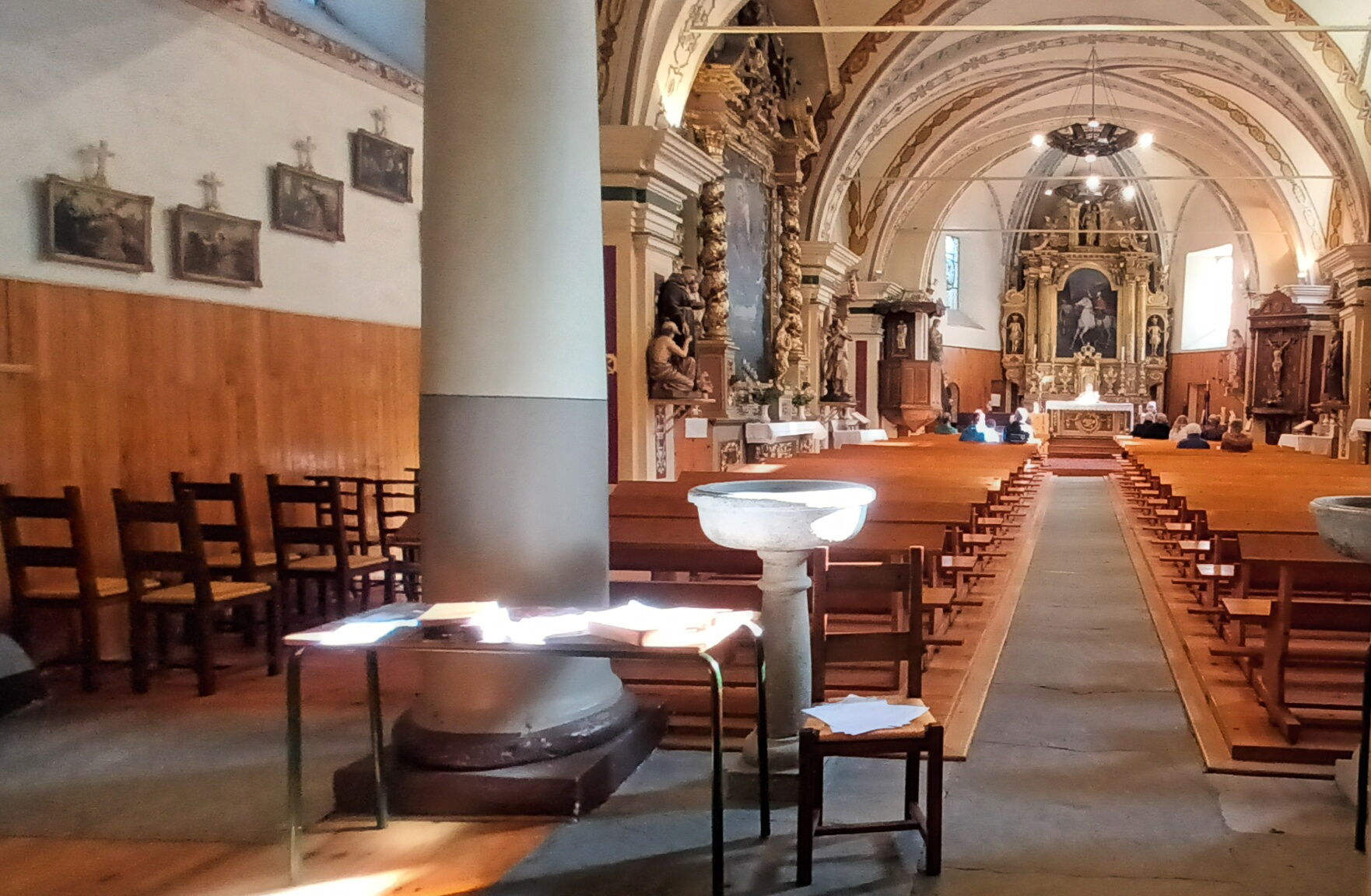
Intérieur de l'église d'Orelle.
  - Clocher de l'église dépassant du village.
  - Stèle de ll'église.
  - Plaque historique communale de l'édifice.
  - Intérieur de l'église d'Orelle.

### Cimetière et croix édifiées près du village

#### Le cimetière d'Orelle
Le cimetière d'Orelle, un des deux cimetières de la commune, est situé à l'extrémité ouest du hameau habité. Son histoire débute en l'an 1412, puisque jusqu'à cette date-là, l'unique cimetière d'Orelle est situé entre Le Chef-lieu d'Orelle et La Fusine, à l'emplacement actuel où est édifiée une grande croix en bois, nommée la croix de Sainte-Anne. Cet ancien cimetière est alors rattaché à l'église Saint-Aurelle, édifice ayant été enseveli par des avalanches de pierres ladite année. Avec la construction de l'église Saint-Maurice, alors le nouvel édifice de la paroisse Saint-Maurice d'Orelle, le cimetière est reconstruit autour,.

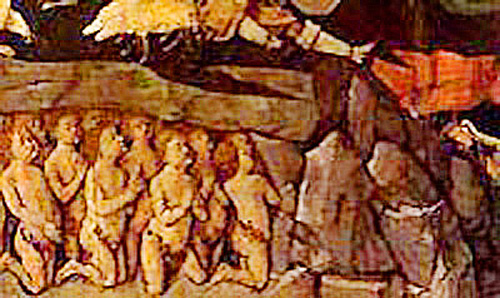
Représentation du limbe des enfants dans le Couronnement de la Vierge (1454) d'Enguerrand Quarton.

Il faut attendre le XVIIIe siècle pour que son histoire subisse mouvement. En effet, en 1735, le cimetière est composé de deux rangées de tombes (l'une autour de l'église, l'autre au sud) séparées par un sentier. Un témoignage écrit (provenant des archives de la paroisse Saint-Maurice d'Orelle) par l'abbé Georges Riondet (alors curé d'Orelle) indique que « tous les lundis de l'année, on fait une procession des morts autour de l'église, et, au retour, on célèbre l'oraison pour les défunts ». Cependant, en 1780, il n'y a plus d'inhumation au nord de l'église Saint-Maurice d'Orelle ; toutefois, il reste deux rangées tombales à l'ouest de l'église ainsi qu'une troisième rangée, plus courte, au sud. D'ailleurs, l'est de l'église fait l'objet de petit cimetière où sont enterrés les enfants non baptisés de la commune : le cimetière des Limbes. Ledit curé d'Orelle possède une tombe à l'ouest de l'église, ayant été curé de 1723 à 1775 dans la paroisse Saint-Maurice d'Orelle (originaire de Saint-Julien-Mont-Denis). Les archives de la paroisse dévoilent un vieux parchemin qui indique qu'à chaque extrémité du chemin qui traverse le cimetière au sud de l'église se trouve une porte très ouvragée : « à l'ouest, vers la maison Francoz ; à l'est, vers les Jardins Saint-Maurice (cette porte plus imposante était nommée «le portail ») ; vers le haut, au sud de la maison de la Confrérie, se trouve une porte à claire voie »,.
Une étape importante dans l'histoire de ce cimetière a lieu en 1820. En effet, le 1er juillet de cette année, un nouveau cimetière est béni par le Révérend Jean-Baptiste Dufour (lequel est le curé d'Orelle de 1820 à 1826), à l'endroit où se trouve (encore aujourd'hui) la croix des Rameaux. En réalité, jusqu'à cet an, la bénédiction des rameaux s'effectue devant cette croix en pierre taillée, laquelle est située sur un champ de la Confrérie. Après les célébrations, la procession avait lieu à l'église. À partir de 1821, la bénédiction des Rameaux se célèbre à la chapelle Saint-Jean-Baptiste, à l'est du village. Les défunts sont enterrés dans ce nouveau cimetière et, au fur et à mesure que les familles reconnaissent les tombes de leur parent dans l'ancien cimetière à proximité, les ossements y sont transférés. Toute cette opération fut déclarée terminée en 1827 ; l'an suivant, il n'y avait plus aucune trace de l'ancien cimetière remplacé,.
En 1829, la porte de la sacristie de l'église (donnant sur ledit cimetière des Limbes) est remplacée par une fenêtre vitrée. Cependant, en 1971, lors de l'incendie du Cinq-Sept à Saint-Laurent du Pont, une porte de secours est créée à la place de cette nouvelle fenêtre sacristique qui redevint ainsi une porte comme avant 1829, le 1er novembre 1971.
Mais, certaines tombes ont été oubliées. C'est pourquoi, lors de récents travaux de la municipalité à propos de voirie, des ossements ont encore été retrouvés. Ceux-ci ont été définitivement tous transférés dans le cimetière d'Orelle.

#### Les croix édifiées à proximité du bourg
- La croix Sainte-Anne est une croix boisée édifiée à l'endroit où se trouvait l'église Saint-Aurelle et son cimetière.
- La croix de Pierre-Plate est une croix métallique disposée à l'entrée de la chapelle Saint-Roch.
- La croix des Rameaux est une vroix métallique à l'entrée ouest du village.
- La croix d'Orelle est la croix bétonnée et ferraillée au centre du cimetière d'Orelle.
- La croix du Seigner est une croix ferrailllée a l'entrée est du hameau, à l'ancien emplacement de la chapelle Saint-Jean-Baptiste.

#### Les oratoires à proximité du bourg
- L'oratoire Saint-Antoine est situé à quelques dizaines de mètres à l'ouest de la chapelle Saint-Roch, à Champ-Communal.
- L'oratoire Saint-Jean-Baptiste est situé au Seignier, au-dessous du terrain de pétanque homonyme dans le village.
- L'oratoire Ave-Maria est situé à l'entrée d'Orellette.